# Oraovica (Crkovnica)
Oraovica (Crkovnica) (em cirílico: Ораовица (Црковница)) é uma vila da Sérvia localizada no município de Leskovac, pertencente ao distrito de Jablanica, na região de Jablanica. A sua população era de 88 habitantes segundo o censo de 2002.

## Demografia
| 1948 | 1953 | 1961 | 1971 | 1981 | 1991 | 2002 | 2011 |
| ---- | ---- | ---- | ---- | ---- | ---- | ---- | ---- |
| 504  | 509  | 453  | 421  | 305  | 224  | 152  | 88   |